# Winterheart's Guild
Winterheart's Guild es el tercer álbum de estudio del grupo Sonata Arctica, lanzado el 2003. A diferencia de Silence y Ecliptica, presenta un sonido mucho más oscuro, al igual que la mayoría de sus letras.
En este disco los solos de teclado están tocados por Jens Johansson ya que el grupo no encontró un teclista a tiempo completo para grabarlo

## Temas
1. Abandoned, Pleased, Brainwashed, Exploited (5:37)
2. Gravenimage (6:58)
3. The Cage (4:37)
4. Silver Tongue (3:58)
5. The Misery (5:08)
6. Victoria's Secret (4:43)
7. Champagne Bath (3:57)
8. Broken (5:18)
9. The Rest Of The Sun Belongs To Me (4:22) (Bonustrack)
10. The Ruins Of My Life" (5:14)
11. Draw Me (4:06)

## Componentes
- Tony Kakko – vocalista, teclado
- Jani Liimatainen – guitarra
- Marko Paasikoski – bajo
- Tommy Portimo – batería
- Jens Johansson – teclado en "The Cage", "Silver Tongue", "Victoria's Secret" y "Champagne Bath".